# قط سرنكتي

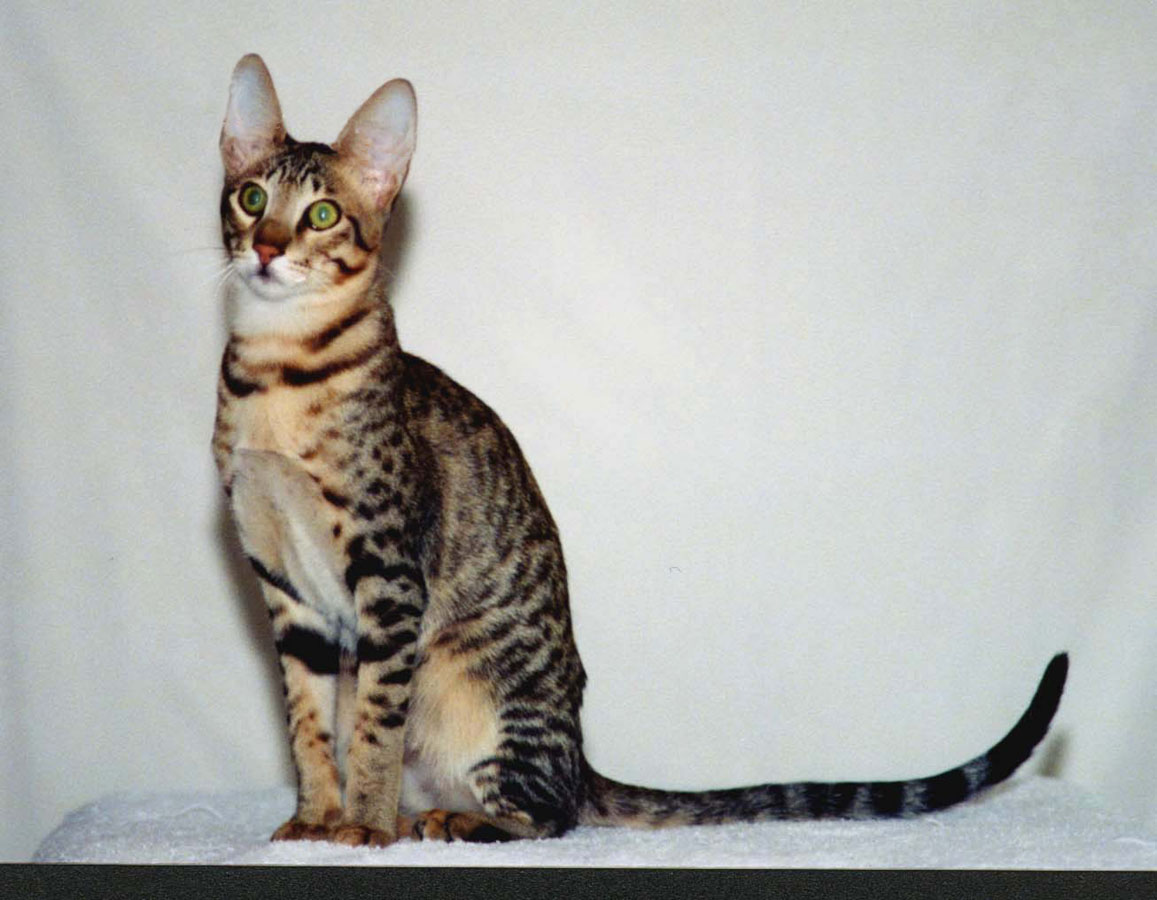

قط سرنكتي (بالإنجليزية: Serengeti cat) ، هي سلالة قطط هجين بين قط البنغال وقط شرقي قصيرة الشعر.